# Rotunda svatého Michala (Staré Město)
Velkomoravská rotunda svatého Michala se nacházela na území dnešního Starého Města v okrese Uherské Hradiště. Je spolu s palisádou základní figurou znaku Starého Města.

## Historie výzkumu
Část základů okrouhlé velkomoravské rotundy z 9. století byla objevena Vilémem Hrubým při archeologickém průzkumu vnitřní části pozdně románského římskokatolického farního kostela svatého Michaela archanděla v roce 1962 v hloubce pouhých 23 cm pod tehdejší úrovní dlažby. (Samotný sálový kostel pochází z 1. poloviny 13. století a nachází se ve východní části staroměstského hřbitova.)
Zachovalá část je základem kruhovité lodi z lomového pískovce vázaného vápennou maltou. Se základem se zachovala i část nadzemního zdiva výšky 22 cm z vnitřní strany omítnutá bílou omítkou. Zbývající část základů rotundy, která se nalézala mimo vnitřní část kostela, se nezachovala, neboť byla rozebrána a druhotně použita při přestavbě rotundy na nový sálový kostel. Ze základů kněžiště byly nalezeny jen nepatrné stopy kamenných zbytků pod novou sakristií, přistavěnou v roce 1939. 
Přesné určení stáří pomocí stratigrafie bylo prakticky vyloučeno, neboť na okolním hřbitově se pohřbívá nepřetržitě již dlouhých 11 století a všechny vrstvy jsou tudíž dokonale promíseny. Stáří rotundy však bylo určeno vzájemným srovnáním s nálezy z jiných velkomoravských archeologických lokalit v Mikulčicích, na Pohansku u Břeclavi i v samotném Starém Městě. Velkomoravské stáří dokazuje častý výskyt a druhotné použití římských cihel, kvalitní malta s větším obsahem vápna použitá v základovém zdivu, lité maltové podlahy s povrchem vzhledu teraca, hroby s typickými velkomoravskými šperky a jinými artefakty. Situování stavby na starším velkomoravském horizontu datuje počátek stavby rotundy do poloviny 9. století. Tuto dataci potvrzují analogické stavební techniky a technologie dalších staroměstských kostelů v lokalitách „Na Valách“, „Špitálky“, „Na kostelíku (U Víta)“, budovaných po polovině 9. století. 
Při opravě po velké povodni v roce 1997 byl proveden kontrolní archeologický výzkum a zviditelnění části zachovalých základů včetně nadzemního zdiva rotundy jejich osvětlením a pokrytím průhlednou skleněnou deskou.

## Historie

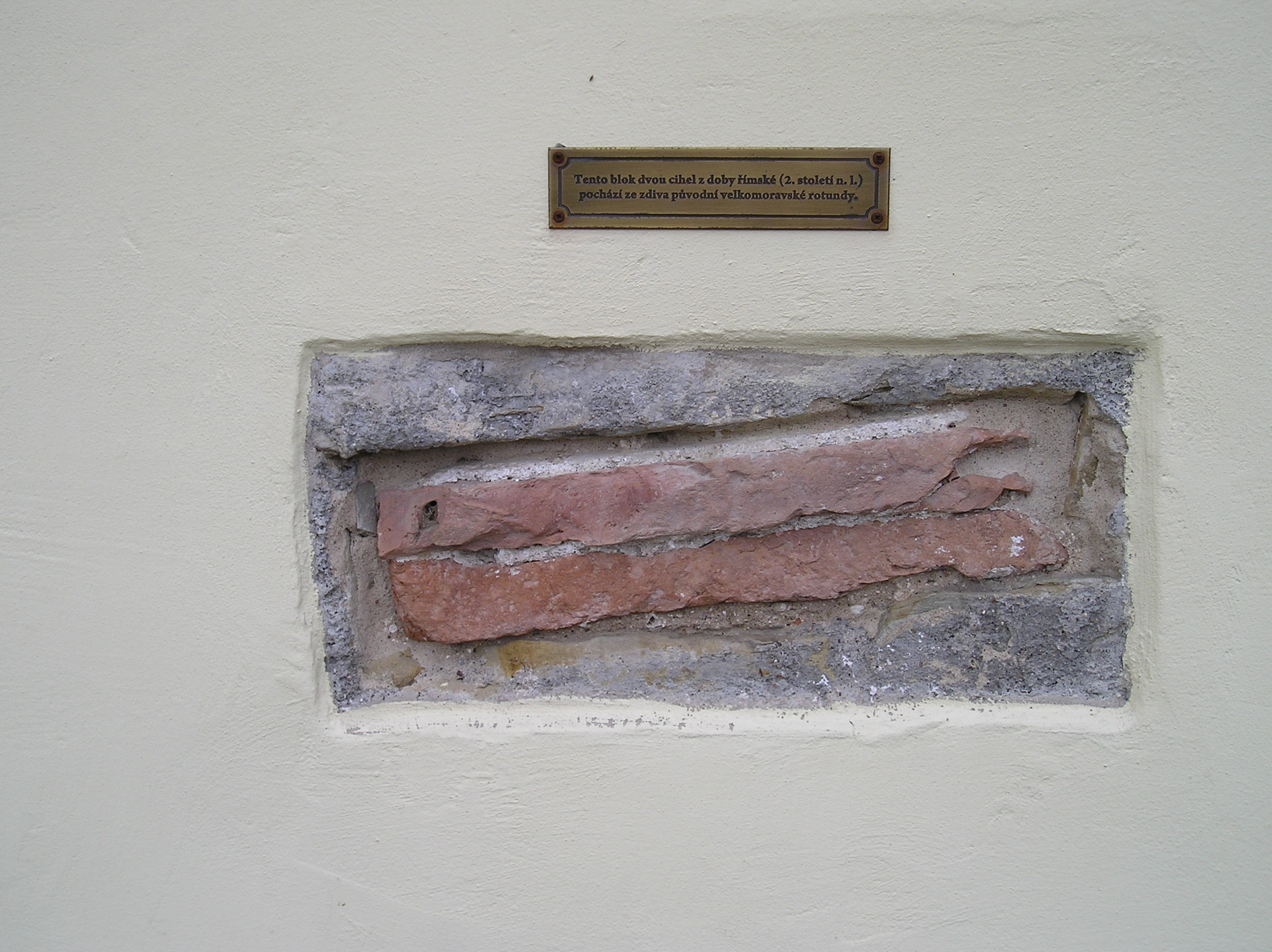
Blok dvou cihel z doby římské (2. století n.l.) ze zdiva původní velkomoravské rotundy

Rotunda měla kruhovou loď a směrem na východ vybíhající polokruhovité kněžiště. Vystavěna byla z lomového pískovce vázaného vápennou maltou. Kromě pískovcových kamenů bylo při její stavbě použito i pálených cihel římského původu, mnohdy opatřených kolkem XIV. legie (LEG XIIII GANT) z Carnunta. Jde o cihly pocházející pravděpodobně z rozebrané bezprostředně blízké dosud nelokalizované římské stavby ze 3. století n. l. Z vnitřní strany byla rotunda omítnuta bílou omítkou. Podlahu rotundy tvořila základová vrstva z drobného kameniva, která byla zalita maltou. Relativně delší funkci rotundy potvrzuje obnova podlahy, která byla provedena poněkud odlišným způsobem: na původní litou maltovou podlahu byla udusána vrstva zeminy a na ni nasypána silnější vrstva drceného pískovce a zlomků římských cihel, a ta byla zalita maltou promíchanou s drtí římských cihel.
Tato rotunda byla s největší pravděpodobností vlastnickým kostelem velkomoravského vladaře, protože v její blízkosti byly nalezeny pozůstatky základů honosného reprezentativního paláce významného velmože se zbytky lité maltové podlahy. Palác byl s rotundou propojen štěrkovou cestou.
Rotunda byla tedy součástí významného mocenského okrsku aglomerace a s nezanedbatelnou mírou pravděpodobnosti i celé Velkomoravské říše.
Rotunda svatého Michala přežila pád Velké Moravy. Tuto skutečnost dokládá nález denáru Oty I. Sličného z let 1061 – 1086. Nepřímé prameny potvrzují existenci farního a hřbitovního kostela (bez uvedení patrocinia) v 11. a 12. století. Kontinuitu života v tomto období v okolí rotundy významně dokládá i nález pro tu dobu typické esovité bronzové ozdoby vlasů, tzv. záušnice.  
V 1. polovině 13. století byla rotunda přestavěna velehradskými cisterciáky na větší sálový kostel s obdélníkovou lodí a pravoúhlým kněžištěm.